# Запселье (Сумская область)
Запселье (укр. Запсілля) — село,
Запсельский сельский совет,
Краснопольский район,
Сумская область,
Украина.
Код КОАТУУ — 5922381601. Население по переписи 2001 года составляло 657 человек .
Является административным центром Запсельского сельского совета, в который, кроме того, входит село
Великая Рыбица.

## Географическое положение
Село Запселье находится на правом берегу реки Псел,
выше по течению на расстоянии в 2 км расположено село Горналь,
ниже по течению на расстоянии в 6 км расположено село Могрица (Сумский район),
на противоположном берегу — село Мирополье и Великая Рыбица.

## История
- 1680 — дата основания.

## Экономика
- Овце-товарная ферма.
- «Горизонт», ООО, (Запсельское меловое месторождение).

## Объекты социальной сферы
- Школа.
- Больница.

## Известные уроженцы и жители
- Пётр Афанасьевич Мирошниченко (1922—1944) — Герой Советского Союза.